# Holocentrus
Holocentrus is een geslacht van straalvinnige vissen uit de familie van de eekhoorn- en soldatenvissen (Holocentridae). Het geslacht is voor het eerst wetenschappelijk beschreven in 1777 door Scopoli (ex Gronow).

## Kenmerken
De Holocentrus-soorten zijn vijfendertig tot zestig centimeter lang en zijn overwegend roodachtig van kleur, de vinnen kunnen ook oranje of witachtig zijn. Onder de achterkant van het hardstraalgedeelte van de rugvin loopt een schuine, brede, witte band over de zijkanten van het lichaam. Het langwerpige voorste gedeelte van het zachte balkengedeelte van de rugvin is opvallend. De staartvin is diep gesplitst, maar asymmetrisch met een langere bovenkwab. Het aantal kieuwvangstralen op de onderste tak van de eerste kieuwboog is vijftien tot achttien (inclusief de rudimentaire stralen en die onder een hoek).

## Leefwijze
Beide soorten zijn nachtdieren en verbergen zich overdag in grotten en onder koraalstokken. Overdag jagen ze over zandgronden en zeegrasweiden naar krabben, garnalen, andere schaaldieren, slakken en slangsterren.

## Soorten
- Holocentrus adscensionis (Osbeck, 1765)
- Holocentrus rufus (Walbaum, 1792)